# 473

473(사백칠십삼)은 472보다 크고 474보다 작은 자연수다.

## 수학
- 합성수로, 그 약수는 1, 11, 43, 473이다. 진약수의 합은 55이므로, 473은 부족수다.
  - 146번째 반소수다. 앞의 반소수는 471, 다음 반소수는 478이다.
- {\displaystyle 473=83+89+97+101+103}
  - 연속하는 소수(素數) 5개의 합으로 나타낼 수 있으며, 이 성질을 지닌 앞의 수는 449, 다음 수는 497이다.
- {\displaystyle 87^{2}-1}은 473으로 나누어떨어진다.

## 과학
- NGC 473(영어판): 물고기자리 방향에 있는 렌즈형은하.

## 교통
- 일본 473번 국도(일본어판): 아이치현 가마고리시에서 시즈오카현 마키노하라시까지 이어지는 일본의 국도.
- 현도 제473호선

## 군사
- U-473(영어판): 제2차 세계 대전에 사용된 나치 독일의 군용 잠수함.

## 문화유산
- 대한민국의 보물 제473호: 산청 법계사 삼층석탑
- 대한민국의 사적 제473호: 서천 봉선리 유적

## 기타
- 연도: 473년, 기원전 473년
- 미국 단위계의 16 액량 온스(16 US fl oz) {\displaystyle \approx } 473 mL